# 애덤 워록
애덤 워록(Adam Warlock)은 마블 코믹스 세계관의 등장인물이다. 애덤 워록은 인피니티 건틀렛에서 최후의 인피니티 건틀렛을 소지하는 자이고 소울잼의 주인이다.